# Limnichoderus modicus
Limnichoderus modicus is een keversoort uit de familie dwergpilkevers (Limnichidae). De wetenschappelijke naam van de soort werd in 1981 gepubliceerd door David P. Wooldridge.